# 出羽遊心館
出羽遊心館（でわゆうしんかん）は、山形県酒田市にある生涯学習施設。公共建築百選に選ばれている。
数寄屋造りの建物で、和風をイメージして作られ、各室天然の樹木が使用されているのが特徴。

## 概要
西廻り航路の起点である酒田港が位置する当地は、早くから上方文化が流入したこともあり、諸芸事も盛んである。そうした土壌を踏まえ、市が市民の伝統文化の振興と向上の為に和風文化会館の建設計画を策定。茶や花や管弦、舞踊、囲碁将棋などの愛好者が利用できる施設として、また市の賓客の接遇にも供しうる施設として市の西方、最上川の対岸の飯森山地区に整備された。
1998年11月、出羽遊心館のほか飯森山公園、土門拳記念館、国体記念体育館、酒田市美術館、東北公益文科大学（2001年設置）が立地する飯森山地区が周囲の景観に調和した良好な都市空間が形づくられているとして都市景観大賞の都市空間100選に選出され、建設大臣から表彰された。

## 休館日
- 月曜日（国民の祝日の場合は翌日）
- 年末年始